# ممارسة طبية
ممارسة طبية أو ممارسة الطب (بالإنجليزية: medical practice or practice of medicin)‏ هو ممارسة الطب، والتي يؤديها ممارس لمهنة الطب، وهو طبيب عادة، في ممارسة الطب ينطوي على إعطاء التشخيص ووصف العلاج لحالة طبية.
مع ذلك فقد يقوم أشخاص اخرين في بعض الدول، خصوصا بعض الدول النامية، بمزاولة هذه المهنة أو القيام ببعض الأعمال كالختان وغيرها كما في بعض الدول العربية مما يؤدي إلى حدوث أخطاء طبية فادحة ووفيات أيضا.